# Gruppo Bilderberg

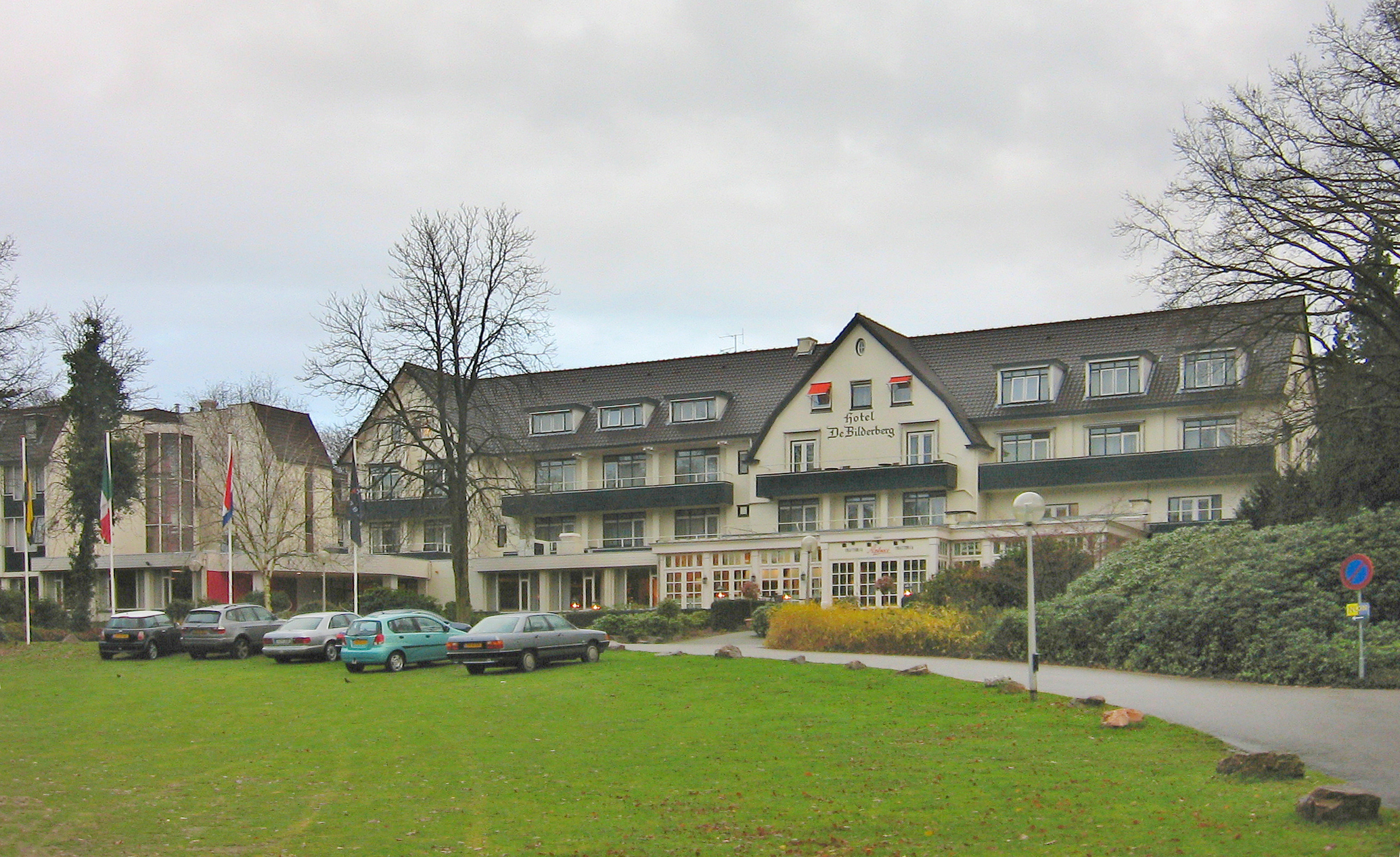
Hotel de Bilderberg, a Oosterbeek (Paesi Bassi), sede della prima conferenza Bilderberg del 1954

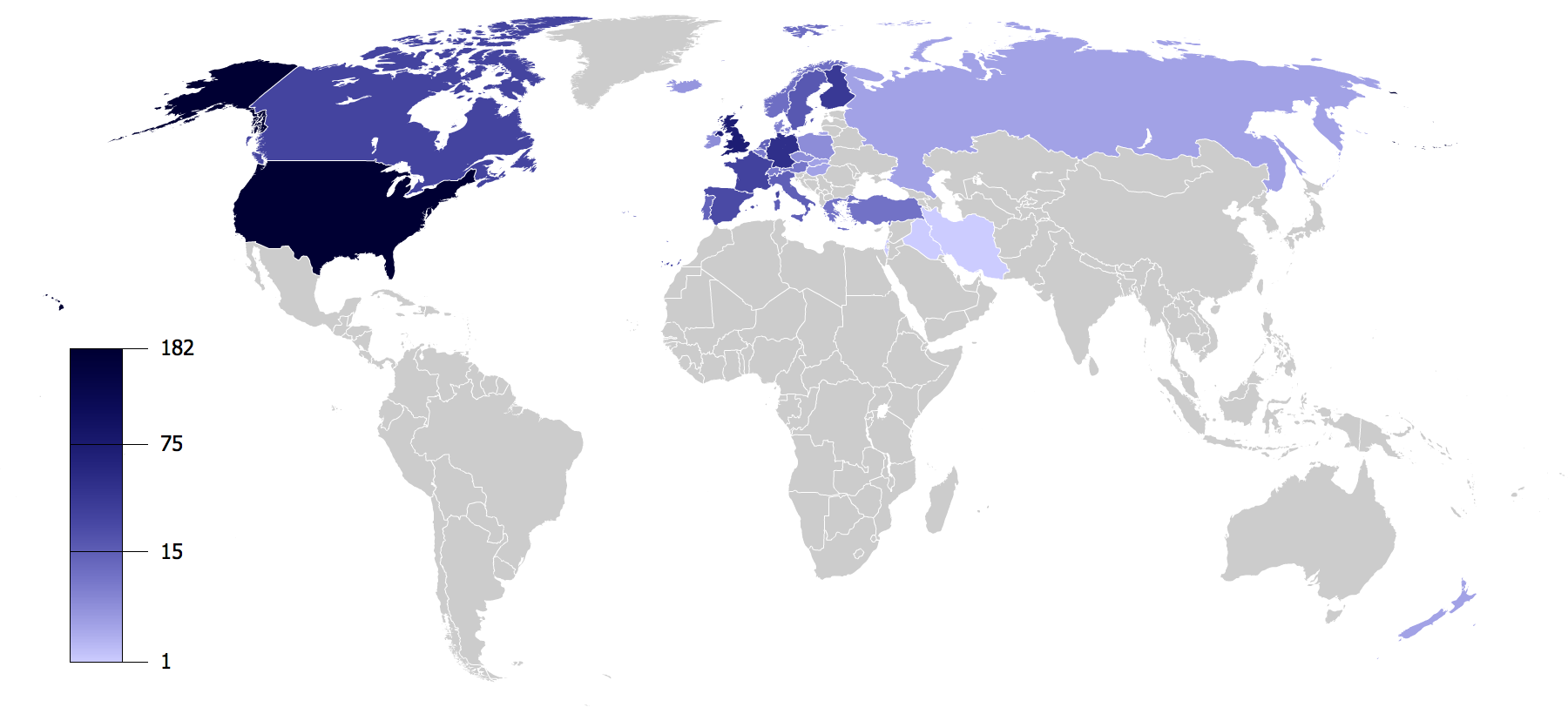
Mappa basata sul numero di politici partecipanti a una o più riunioni del Gruppo Bilderberg

Il Gruppo Bilderberg (detto anche conferenza Bilderberg o club Bilderberg) è un incontro annuale per inviti di circa 130 partecipanti, la maggior parte dei quali sono personalità nel campo economico, politico e bancario. I partecipanti trattano una grande varietà di temi globali, economici e politici.

## Storia
La prima conferenza, nata per iniziativa del banchiere statunitense David Rockefeller, si tenne il 29 maggio 1954 presso l'hotel de Bilderberg a Oosterbeek, vicino ad Arnhem, nei Paesi Bassi. L'iniziativa di tale prima conferenza fu presa da molte persone, incluso il politico polacco Józef Retinger, preoccupato dalla crescita dell'antiamericanismo nell'Europa occidentale e col fine di favorire la cooperazione tra Europa e Stati Uniti in campo politico, economico e militare.
Per quella prima conferenza furono contattati il principe Bernhard van Lippe-Biesterfeld, il primo ministro belga Paul Van Zeeland e l'allora capo della Unilever, l'olandese Paul Rijkens. 
Il principe Bernhard van Lippe-Biesterfeld a sua volta coinvolse Walter Bedell Smith, capo della CIA. La lista degli ospiti fu redatta invitando due partecipanti per ogni nazione, uno per la parte liberale e l'altro per l'opposta parte conservatrice. Cinquanta delegati da undici Paesi europei insieme a undici delegati statunitensi parteciparono a quella prima conferenza.

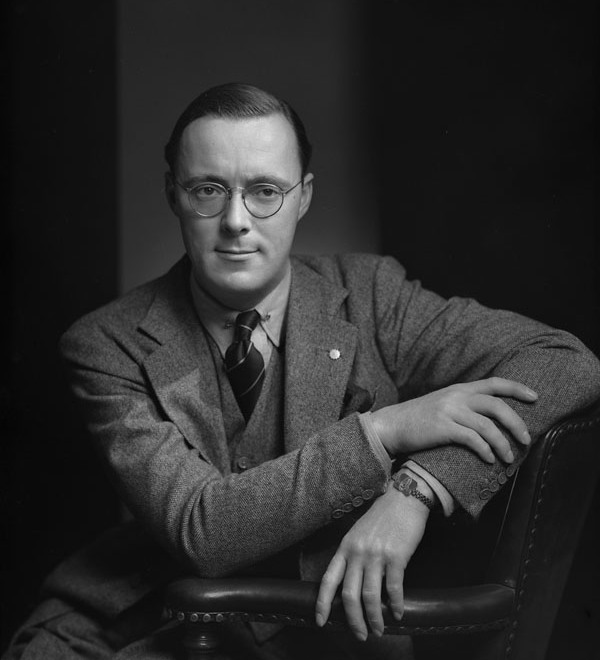
Bernhard van Lippe-Biesterfeld nel 1942

Il successo di questo primo incontro spinse gli organizzatori a pianificare delle conferenze annuali. Fu istituita una commissione permanente con Retinger nel ruolo di segretario permanente. Alla morte di Retinger divenne segretario l'economista olandese Ernst van der Beugel nel 1960 e in seguito la posizione fu rivestita da Joseph E. Johnson, William Bundy e altri. Molti partecipanti al gruppo Bilderberg sono capi di Stato, ministri del tesoro e altri politici dell'Unione europea ma prevalentemente i membri sono esponenti di spicco dell'alta finanza europea e anglo-americana.

## Struttura organizzativa
La conferenza è organizzata da una commissione permanente (Steering Committee) della quale fanno parte due membri di circa 18 nazioni differenti. Oltre al presidente della commissione è prevista la figura di segretario generale onorario. Non esiste la figura di membro del gruppo Bilderberg ma solo quella di membro della commissione permanente ("member of the Steering Committee"). Esiste anche un gruppo distinto di supervisori.
Il gruppo si riunisce annualmente in hotel o resort di lusso in varie parti del mondo, normalmente in Europa, e una volta ogni quattro anni negli Stati Uniti o in Canada. Ha un ufficio a Leida nei Paesi Bassi.

## Pubblicità dei lavori e teorie del complotto
I nomi dei partecipanti sono resi pubblici attraverso la stampa ma la conferenza è chiusa al pubblico e ai media. Dato che le discussioni durante questa conferenza non sono mai registrate o riportate all'esterno, questi incontri sono stati oggetto di critiche e di varie teorie del complotto, come ad esempio quella sostenuta da Daniel Estulin nel libro Il Club Bilderberg. Gli organizzatori della conferenza, tuttavia, spiegano questa loro scelta con l'esigenza di garantire ai partecipanti maggior libertà di esprimere la propria opinione senza la preoccupazione che le loro parole possano essere travisate dai media.

## Presidenti della commissione permanente
- Bernhard van Lippe-Biesterfeld (1954–1975)[14]
- Walter Scheel (1975–1977)[4]
- Alec Douglas-Home (1977–1980)[14]
- Eric Roll (1986–1989)[15]
- Peter Carington, VI barone Carrington (1990–1998)[4]
- Étienne Davignon (1998-2001)[6]
- Henri de Castries (dal 2001)

## Comitato direttivo[16]
- Henri de Castries (), presidente del comitato direttivo; presidente dell'Istituto Montaigne
- Paul Achleitner (), tesoriere del comitato direttivo; presidente di Deutsche Bank AG
- Roger Altman (), fondatore e presidente di Evercore
- José Manuel Durão Barroso (), presidente di Goldman Sachs International
- Patricia Barbizet (), AD di Artemis S.A.
- Ana Patricia Botín (), presidente di Banco Santander
- Svein Richard Brandtzæg (), presidente e AD di Norsk Hydro ASA
- John Elkann (), presidente di Stellantis
- Thomas Enders (), AD di Airbus SE
- Victor Halberstadt (), professore di economia all'Università di Leida; Chairman Stichting Bilderberg Meetings, sostituito dopo la sua morte da Jens Stoltenberg () come co-presidente.
- Connie Hedegaard (), presidente di KR Foundation
- Mellody Hobson (), presidente di Ariel Investments LLC
- Kenneth Jacobs (), presidente e AD di Lazard
- Alex Karp (), AD di Palantir Technologies
- Klaus Kleinfeld (), AD di NEOM
- Ömer Koç (), presidente di Koç Holding A.S.
- Marie-Josée Kravis (), presidente di American Friends of Bilderberg; Senior Fellow dell'Hudson Institute
- André Kudelski (), presidente e AD di Kudelski Group
- Thomas Leysen (), presidente di KBC Group
- Zanny Minton Beddoes (), caporedattrice di The Economist
- Craig Mundie (), dirigente di Microsoft
- Michael O'Leary (), AD di Ryanair D.A.C.
- Dīmītrios Papalexopoulos (), presidente di TITAN Cement International
- Michael Sabia (), AD di Caisse de dépôt et placement du Québec
- John Sawers (), presidente e socio di Macro Advisory Partners, ex direttore del SIS
- Eric Schmidt (), presidente di Alphabet Inc.
- Rudolf Scholten (), presidente del Bruno Kreisky Forum for International Dialogue
- Radosław Sikorski (), Senior Fellow, Harvard University
- Peter Thiel (), presidente di Thiel Capital
- Marcus Wallenberg (), presidente di Skandinaviska Enskilda Banken AB

## Cronologia degli incontri
Di seguito vengono riportate la data e la collocazione degli incontri effettuati dal gruppo:
1. 29-31 maggio 1954: Oosterbeek, Paesi Bassi.
2. 18-20 marzo 1955: Barbizon, Francia.
3. 23-25 settembre 1955: Garmisch-Partenkirchen, Germania Ovest.[17]
4. 11-13 maggio 1956: Fredensborg, Danimarca.[17]
5. 15-17 febbraio 1957: St Simons Island, Georgia, USA.
6. 4-6 ottobre 1957: Fiuggi, Italia.[17]
7. 13-15 settembre 1958: Buxton, Inghilterra.[17]
8. 18-20 settembre 1959: Yeşilköy, Turchia.
9. 28-29 maggio 1960: Bürgenstock, Svizzera.[17]
10. 21-23 aprile 1961: Manoir St Castin, Lac-Beauport, Canada.
11. 18-20 maggio 1962: Saltsjöbaden, Svezia.
12. 29-31 maggio 1963: Cannes, Francia.[17]
13. 20-22 marzo 1964: Williamsburg, Virginia, USA.
14. 2-4 aprile 1965: Villa d'Este, Cernobbio, Italia.
15. 25-27 marzo 1966: Wiesbaden, Germania Ovest.
16. 31 marzo-2 aprile 1967: Cambridge, Inghilterra.
17. 26-28 aprile 1968: Mont-Tremblant, Canada.
18. 9-11 maggio 1969: Hotel Marienlyst, Helsingør, Danimarca.
19. 17-19 aprile 1970: Bad Ragaz, Svizzera.
20. 23-25 aprile 1971: Woodstock, Vermont, USA.
21. 21-23 aprile 1972: Knokke-Heist, Belgio.
22. 11-13 maggio 1973: Saltsjöbaden, Svezia.
23. 19-21 aprile 1974: Megève, Francia.
24. 25-27 aprile 1975: Çeşme, Turchia.
25. 22-24 aprile 1977: Torquay, Inghilterra.
26. 21-23 aprile 1978: Princeton, New Jersey, USA.
27. 27-29 aprile 1979: Baden, Austria.
28. 18-20 aprile 1980: Aquisgrana, Germania Ovest.[19]
29. 15-17 maggio 1981: Bürgenstock, Svizzera.
30. 14-16 maggio 1982: Sandefjord, Norvegia.
31. 13-15 maggio 1983: Montebello, Canada.
32. 11-13 maggio 1984: Saltsjöbaden, Svezia.
33. 10-12 maggio 1985: Rye Brook, New York, USA.
34. 25-27 aprile 1986: Gleneagles, Scozia.
35. 24-26 aprile 1987: Villa d'Este, Cernobbio, Italia.
36. 3-5 giugno 1988: Telfs-Buchen, Austria.
37. 12-14 maggio 1989: La Toja, Spagna.
38. 11-13 maggio 1990: Glen Cove, New York, USA.
39. 6-9 giugno 1991: Baden-Baden, Germania.
40. 21-24 maggio 1992: Évian-les-Bains, Francia.
41. 22-25 giugno 1993: Atene, Grecia.
42. 3-5 giugno 1994: Helsinki, Finlandia.
43. 8-11 giugno 1995: Zurigo, Svizzera.
44. 30 maggio-1º giugno 1996: Toronto, Canada.
45. 12-15 giugno 1997: Lake Lanier, Georgia, USA.
46. 14-17 maggio 1998: Turnberry, Ayrshire, Scozia.
47. 3-6 giugno 1999: Sintra, Portogallo.
48. 1-4 giugno 2000: Genval, Bruxelles, Belgio.
49. 24-27 maggio 2001: Stenungsund, Svezia.
50. 30 maggio-2 giugno 2002: Chantilly, Virginia, USA.
51. 15 maggio-18 maggio 2003: Versailles, Parigi, Francia.
52. 3-6 giugno 2004: Stresa, Italia.
53. 5-8 maggio 2005: Rottach-Egern, Germania.
54. 8-11 giugno 2006: Ottawa, Canada.
55. 31 maggio-3 giugno 2007: Istanbul, Turchia.
56. 5-8 giugno 2008: Chantilly, USA.
57. 14-16 maggio 2009: Atene, Grecia.
58. 3-6 giugno 2010: Sitges, Spagna.
59. 9-12 giugno 2011: Sankt Moritz, Svizzera.
60. 31 maggio-3 giugno 2012: Chantilly, USA.
61. 6-9 giugno 2013: Watford Chandler's Cross (Hertfordshire), Gran Bretagna.
62. 29 maggio - 1º giugno 2014 - Copenaghen Marriott, Danimarca.
63. 11-14 giugno 2015 - Telfs-Buchen, Austria.
64. 9-12 giugno 2016 - Dresda, Germania
65. 1-4 giugno 2017: Chantilly, USA.[20]
66. 7-10 giugno 2018: Torino, Italia.[21]
67. 30 maggio-2 giugno 2019: Montreux, Svizzera.
68. 2 giugno-5 giugno 2022 Washington, USA[21]
69. 19-21 maggio 2023 Lisbona, Portogallo[22]
70. 30 maggio-2 giugno 2024 Madrid, Spagna.[23]
71. 12 giugno-15 giugno 2025 Stoccolma, Svezia